# Загориця (Добреполє)
Загориця (словен. Zagorica) — поселення в общині Добреполє, Осреднєсловенський регіон, Словенія. 
Висота над рівнем моря: 434,3 м.